# Ukhta
Ukhta (tiếng Nga: Ухта; tiếng Komi: Уква, Ukva) là một thành phố Nga. Thành phố này thuộc chủ thể Cộng hòa Komi. Thành phố có dân số 103.340 người (theo điều tra dân số năm 2002). Đây là thành phố lớn thứ 156 của Nga theo dân số năm 2002. Dân số qua các thời kỳ: 99,642 (Điều tra dân số 2010); 103,340 (Điều tra dân số 2002); 110,548 (Điều tra dân số năm 1989).
Suối dầu dọc theo con sông đã được biết đến Ukhta trong thế kỷ 17. Vào giữa thế kỷ 19, nhà công nghiệp MK Sidorov bắt đầu cho công nghiệp khoan dầu ở khu vực này. Nó là một trong những giếng dầu đầu tiên ở Nga. Đã có mỏ dầu thủ công nghiệp trong giai đoạn 1920-1921 tại Ukhta. Nằm trên sông cùng tên, khu định cư được thành lập với tên làng Chibyu năm 1929, nhưng năm 1939 nó được đổi tên thành Ukhta. Nó nhận được tình trạng thị trấn vào năm 1943 khi nó được liên kết với các tuyến đường sắt Pechora. Phía Đông của thành phố là Sosnogorsk, và về phía nam tây Yarega. Cũng như liên kết đường sắt của mình đến sân bay đã có rất Ukhta.
Ukhta nằm trong lưu vực sông Pechora, trong khu vực sản xuất dầu khí quan trọng. Các mỏ dầu nằm ở phía nam của thành phố. Một số dầu được tinh lọc tại địa phương của Ukhta, nhất, tuy nhiên, là đường ống cho nhà máy lọc dầu giữa St Petersburg và Moscow. Có một vài đường ống dẫn khí nổ ở khoảng cách năm dặm từ thành phố này kể từ năm 1990. 
Ukhta có sân bay bay Ukhta. Thành phố mở rộng trong những năm 1940 và 1950 bằng cách sử dụng lao động cưỡng bức tù nhân chính trị.